# Nutsa Buzaladze
Nutsa Buzaladze (en georgiano: ნუცა ბუზალაძე; Tiflis, Georgia, 28 de enero de 1997), a veces conocida profesionalmente simplemente como Nutsa, es una cantante y compositora georgiana. Representó a Georgia en el Festival de la Canción de Eurovisión 2024 con la canción "Firefighter".

## Primeros años y personal
Buzaladze nació en Tiflis, pero creció en Turquía. Desde los 5 años, actuó como parte de un grupo infantil y luego fue vocalista principal y guitarrista de otra banda. Comenzó a tomar lecciones de piano a la edad de 8 años.
Buzaladze ha vivido en Los Ángeles, donde adquirió experiencia musical, y en Dubái, que es su residencia permanente desde 2024.

## Carrera
Buzaladze comenzó su carrera en solitario en 2011, cuando compitió en Georgia's Got Talent. En 2014, atrajo la atención internacional cuando representó a Georgia en el Festival de Música New Wave celebrado en Jūrmala, Letonia, el cual ganó. Durante los años siguientes, compitió en La voz de Turquía, Two Stars Georgia y las versiones georgianas de Tu cara me suena y Bailando con las estrellas. Ha colaborado con la cantante turca Hadise, quien también fue su coach en La Voz de Turquía.
En 2017, Buzaladze lanzó la canción "White Horses Run", con la que quedó en segundo lugar en la preselección georgiana para el Festival de la Canción de Eurovisión 2017. En 2019, Buzaladze lanzó su álbum debut Nutsa22, que contiene versiones de canciones georgianas y composiciones originales en inglés. A esto le siguió su gran éxito "Gelodebi". Poco después, lanzó un exitoso sencillo en Rusia.
En 2020 y 2021, participó en All Together Now Russia. Además, actuó en la Expo 2020 de Dubái, así como en el Teatro Nacional de Dubái y la Ópera de Dubái. Compitió en la categoría "Artistas internacionales" en el concurso de canciones albanesas Kënga Magjike 2021, donde quedó en segundo lugar. Participó en la temporada 21 de American Idol en 2023 bajo el nombre de Nutsa, terminando entre los 12 primeros.
El 12 de enero de 2024, fue anunciada como la representante de Georgia en el Festival de la Canción de Eurovisión 2024, celebrado en Malmö, Suecia. Más tarde se reveló que su canción se titulaba "Firefighter", lanzada el 11 de marzo de 2024.

## Discografía

### EP
| Título  | Detalles                                                               |
| ------- | ---------------------------------------------------------------------- |
| Nutsa22 | - Publicado: 1 de mayo de 2019 - Formatos: Descarga digital, streaming |

### Sencillos
| Título               | Año  | Álbum o EP |
| -------------------- | ---- | ---------- |
| "White Horses Run"   | 2017 | Nutsa22    |
| "Nu mousmen"         | 2019 |            |
| "Ertad gvinda"       | 2019 |            |
| "Gelodebi"           | 2019 |            |
| "Guls rom ukvarde"   | 2019 |            |
| "Tetri ghame"        | 2020 |            |
| "Gatendes"           | 2021 |            |
| "Net"                | 2021 |            |
| "We Are One"         | 2021 |            |
| "Sul es aris"        | 2021 |            |
| "You Broke My Heart" | 2021 |            |
| "Let U Go"           | 2022 |            |
| "Alive"              | 2023 |            |
| "L.O.V.E"            | 2023 |            |
| "Firefighter"        | 2024 |            |